# Kōgen
Cesarz Kōgen (jap. 孝元天皇 Kōgen tennō; pol. „Mający Zasady Synowskiego Przywiązania”; ur. 273 p.n.e., zm. 14 października 158 p.n.e.) — 8. cesarz Japonii, według tradycyjnego porządku dziedziczenia.
W 255 r. p.n.e. został oficjalnie uznany za następcę tronu. Według Kojiki i Nihon-shoki, jego imię przed objęciem władzy brzmiało Ooyamatonekohikokunikuru no Mikoto (zapisywane 大日本根子彦国牽尊 w Nihon-shoki i 大倭根子日子国玖琉命 w Kojiki).
Kōgen panował od 21 lutego 214 p.n.e. do 14 października 158 p.n.e.
Po intronizacji przeniósł siedzibę cesarską do Karu no Sakaihara no Miya (jap. 軽境原宮; – dzisiejsza Kashihara w prefekturze Nara). Według Kojiki dożył 57 lat, według Nihon-shoki – 116 lat. Jest jednym z ośmiu cesarzy japońskich, na temat których brakuje dokładnych informacji w księgach historycznych (Kesshi Hachidai, „Osiem pokoleń bez historii”).
W wykopaliskach Inariyama Kofun znaleziono miecz Inariyama, na którym wykute zostały zdania zawierające linię genealogiczną, rozpoczynającą się od syna cesarza Kōgen – Oohiko, w związku z czym przyjmuje się, że również cesarz Kōgen istniał w rzeczywistości.
Mauzoleum cesarza Kōgen znajduje się w prefekturze Nara. Nazywa się ono Tsurugi no ike no shima no e no misasagi.

## Genealogia
Ojcem cesarza Kōgen był cesarz Kōrei, matką Kuwashihime no Mikoto/Hosohime no Mikoto (jap. 細媛命).
- Cesarzowa: Utsushikome no Mikoto (jap. 欝色謎命)

- Oohiko no Mikoto (jap. 大彦命)
- W Nihon shoki – Sukunaokokoro no Mikoto (jap. 少彦男心命); w Kojiki – Sukunahikotakeigokoro no Mikoto (jap. 少名日子建猪心命)
- Wakayamatonekohiko'oobibi no Mikoto (jap. 稚日本根子彦大日日尊; – Cesarz Kaika)
- Yamatototohime no Mikoto (jap. 倭迹迹姫命; imię to nie występuje w Kojiki)

- Konkubina: Ikagashikome no Mikoto (jap. 伊香色謎命)

- Hikofutsuoshinomakoto no Mikoto (jap. 彦太忍信命)

- Konkubina: Haniyasuhime (jap. 埴安媛)

- Takehaniyasuhiko no Mikoto (jap. 武埴安彦命)

| Cesarz Kōgen | Ojciec: Cesarz Kōrei                                          | Dziadek: Cesarz Kōan         | Pradziadek: Cesarz Kōshō                                               |
| Cesarz Kōgen | Ojciec: Cesarz Kōrei                                          | Dziadek: Cesarz Kōan         | Prababcia: Yosotarashihime (jap. 世襲足媛)                             |
| Cesarz Kōgen | Ojciec: Cesarz Kōrei                                          | Babcia: Oshihime (jap. 押媛) | Pradziadek: Amatarashihikokunioshihito no Mikoto (jap. 天足彦国押人命) |
| Cesarz Kōgen | Ojciec: Cesarz Kōrei                                          | Babcia: Oshihime (jap. 押媛) | Prababcia: ?                                                           |
| Cesarz Kōgen | Matka: Kuwashihime no Mikoto/Hosohime no Mikoto (jap. 細媛命) | Dziadek: ?                   | Pradziadek: ?                                                          |
| Cesarz Kōgen | Matka: Kuwashihime no Mikoto/Hosohime no Mikoto (jap. 細媛命) | Dziadek: ?                   | Prababcia: ?                                                           |
| Cesarz Kōgen | Matka: Kuwashihime no Mikoto/Hosohime no Mikoto (jap. 細媛命) | Babcia: ?                    | Pradziadek: ?                                                          |
| Cesarz Kōgen | Matka: Kuwashihime no Mikoto/Hosohime no Mikoto (jap. 細媛命) | Babcia: ?                    | Prababcia: ?                                                           |